# Épisodes de Chicago Justice
Cet article présente le guide des épisodes de la série télévisée américaine Chicago Justice.

## Généralités
- Aux États-Unis, la saison a été diffusée du 1er mars 2017 au 14 mai 2017 sur le réseau NBC.
- Au Canada, la saison a été diffusée en simultanée sur le réseau Global[1].

## Distribution

### Acteurs principaux
- Philip Winchester : Substitut du Procureur Peter Stone
- Joelle Carter : Détective Laura Nagel
- Carl Weathers : Procureur Mark Jefferies
- Monica Barbaro : Assistante du Procureur Anna Valdez
- Jon Seda (VF : David Mandineau) : Détective Antonio Dawson

### Acteurs récurrents
- Lindsey Pearlman : Joy Fletcher (5 épisodes)
- Matthew C. Yee : Ronnie Chen (5 épisodes)
- Jason Beghe : Sergent Henry "Hank" Voight (3 épisodes)
- David Eigenberg : Christopher Herrmann (3 épisodes)
- Tyrone Phillips : Tyrone Jones (3 épisodes)
- Andre Bellos (en) : Billy Coburn, S.A.I Personnel (7 épisodes)
- Elias Koteas : Détective Alvin Olinsky (1 épisode)
- Taylor Kinney : Kelly Severide (1 épisode)
- Marina Squerciati : Officier Kim Burgess (1 épisode)
- LaRoyce Hawkins : Lieutenant Kevin Atwater (1 épisode)
- Amy Morton (VF : Françoise Vallon) : Sergent Trudy Platt (1 épisode)
- Sofia Milos : Mary Willis (1 épisode)
- Richard Brooks : Paul Robinette (1 épisode)

## Épisodes

### Épisode 1:Incendie criminel
- États-Unis /  Canada : 1er mars 2017 sur NBC[2] / Global
- France : 17 novembre 2017[3] sur 13e rue[4]
- Belgique : 24 novembre 2017 sur RTL TVI[5]
- Québec : 17 janvier 2018 sur V[6]

- États-Unis : 8,73 millions de téléspectateurs[7] (première diffusion)
- Canada : 1,542 million de téléspectateurs[8] (première diffusion + différé 7 jours)

- Elias Koteas : Alvin Olinsky
- Taylor Kinney : Kelly Severide
- Bradley Whitford : Albert Forest
- Peter Coventry Smith : Dylan Oates
- Julie Lauren : Mme Oates

### Épisode 2:Principe de précaution
- États-Unis /  Canada : 5 mars 2017 sur NBC[9],[10] / Global
- France : 17 novembre 2017 sur 13e rue
- Belgique : 24 novembre 2017 sur RTL TVI
- Québec : 24 janvier 2018 sur V

- États-Unis : 7,21 millions de téléspectateurs[11] (première diffusion)
- Canada : 1,127 million de téléspectateurs[8] (première diffusion + différé 7 jours)

- Richard Brooks : Paul Robinette
- LaRoyce Hawkins : Kevin Atwater
- Marina Squerciati : Kim Burgess
- Danny Jacobs : Arnold Rifking

### Épisode 3:Qui a vu quelque chose?
- États-Unis /  Canada : 7 mars 2017 sur NBC / Global
- France : 24 novembre 2017 sur 13e rue
- Belgique : 1er décembre 2017 sur RTL TVI
- Québec : 31 janvier 2018 sur V

- États-Unis : 6,07 millions de téléspectateurs[12] (première diffusion)

- Gary Basaraba : William O'Boyle
- Wesam Keesh : Jafar Boustani
- Mouzam Makkar : Kalila Rafiq
- Waleed Zuaiter : Amir Nasiri

### Épisode 4:Tu ne jugeras point
- États-Unis /  Canada : 12 mars 2017 sur NBC / Global
- France : 24 novembre 2017 sur 13e rue
- Belgique : 1er décembre 2017 sur RTL TVI
- Québec : 7 février 2018 sur V

- États-Unis : 6,42 millions de téléspectateurs[13] (première diffusion)
- Canada : 1,063 million de téléspectateurs[14] (première diffusion + différé 7 jours)

- Holly Curran : Zoe Butler
- Dennis Flanagan : Jon Hoffman
- Tijuana Ricks : Vivien Teagan
- Kathleen McNenny : Mrs. Kenzie
- Lizzy DeClement : Kathleen Kenzie

### Épisode 5:Code d'honneur
- États-Unis /  Canada : 19 mars 2017 sur NBC / Global
- France : 1er décembre 2017 sur 13e rue
- Belgique : 8 décembre 2017 sur RTL TVI
- Québec : 14 février 2018 sur V

- États-Unis : 5,74 millions de téléspectateurs[15] (première diffusion)
- Canada : 1,126 million de téléspectateurs[16] (première diffusion + différé 7 jours)

- Chris Mulkey : Mr. Nichols
- Donny Boaz : Mike Soto
- Joe Tippett : Jake Benjamin
- Diandra Lyle : Mary Graziano

### Épisode 6:Un homme mort
- États-Unis /  Canada : 26 mars 2017 sur NBC / Global
- France : 1er décembre 2017 sur 13e rue
- Belgique : 8 décembre 2017 sur RTL TVI
- Québec : 21 février 2018 sur V

- États-Unis : 5,84 millions de téléspectateurs[17] (première diffusion)
- Canada : 1,091 million de téléspectateurs[18] (première diffusion + différé 7 jours)

- Michael Rispoli : John Beckett
- Sofia Milos : Mary Willis
- Jessie Ficher : Gail Marcus
- David Eigenberg : Christopher Herman

### Épisode 7:De père en fille
- États-Unis /  Canada : 2 avril 2017 sur NBC / Global
- France : 1er décembre 2017 sur 13e rue
- Belgique : 15 décembre 2017 sur RTL TVI
- Québec : 28 février 2018 sur V

- États-Unis : 5,91 millions de téléspectateurs[19] (première diffusion)
- Canada : 1,058 million de téléspectateurs[20] (première diffusion + différé 7 jours)

- William Forsythe : David Zachariah
- Paula Jon DeRose : Dawn Osborne

### Épisode 8:Une loi pour Lily
- États-Unis /  Canada : 9 avril 2017 sur NBC / Global
- France : 8 décembre 2017 sur 13e rue
- Belgique : 15 décembre 2017 sur RTL TVI
- Québec : 7 mars 2018 sur V

- États-Unis : 5,53 millions de téléspectateurs[21] (première diffusion)
- Canada : 1,091 million de téléspectateurs[22] (première diffusion + différé 7 jours)

- Jordan Belfi : Jackson Clark
- Valerie Cruz : Miranda Sharp
- Charlie Shotwell : Sam Clark

### Épisode 9:Jeu fatal
- États-Unis /  Canada : 16 avril 2017 sur NBC / Global
- France : 8 décembre 2017 sur 13e rue
- Belgique : 22 décembre 2017 sur RTL TVI
- Québec : 14 mars 2018 sur V

- États-Unis : 4,93 millions de téléspectateurs[23] (première diffusion)
- Canada : 937 000 téléspectateurs[24] (première diffusion + différé 7 jours)

- Anna Friedman : Bethany Piercson
- Cathryn Dylan : Abigail Chapman
- Chris Payne Gilbert : Professeur Hall
- Richard Masur : Professeur Bannon

### Épisode 10:La Loi du silence
- États-Unis /  Canada : 23 avril 2017 sur NBC / Global
- France : 15 décembre 2017 sur 13e rue
- Belgique : 22 décembre 2017 sur RTL TVI
- Québec : 21 mars 2018 sur V

- États-Unis : 5,63 millions de téléspectateurs[25] (première diffusion)
- Canada : 1,018 million de téléspectateurs[26] (première diffusion + différé 7 jours)

- Stacy Farber : Kerry Schmidt
- Leopold Manswell : Ernest Williams
- Gary Houston : Emmett Sanford
- Chike Johnson : David Allen
- Nambi E. Kelley : Corinne Allen
- LaRoyce Hawkins : Kevin Atwater

### Épisode 11:Homicide collatéral
- États-Unis /  Canada : 30 avril 2017 sur NBC / Global
- France : 15 décembre 2017 sur 13e rue
- Belgique : 29 décembre 2017 sur RTL TVI
- Québec : 28 mars 2018 sur V

- États-Unis : 6,15 millions de téléspectateurs[27] (première diffusion)
- Canada : 966 000 téléspectateurs[28] (première diffusion + différé 7 jours)

- Andre Bellos : Billy Coburn
- Kara Killmer : Sylvie Brett
- Josh Cooke : Ted Reynolds
- Kate MacCluggage : Jane Reynolds
- Nola Tellone : Emma Reynolds

### Épisode 12:Double dérapage
- États-Unis /  Canada : 7 mai 2017 sur NBC / Global
- France : 22 décembre 2017 sur 13e rue
- Belgique : 29 décembre 2017 sur RTL TVI
- Québec : 4 avril 2018 sur V

- États-Unis : 5,35 millions de téléspectateurs[29] (première diffusion)

### Épisode 13:Le Sommet du monde
- États-Unis /  Canada : 14 mai 2017 sur NBC / Global
- France : 22 décembre 2017 sur 13e rue
- Belgique : 29 décembre 2017 sur RTL TVI
- Québec : 11 avril 2018 sur V

- États-Unis : 5,73 millions de téléspectateurs[30] (première diffusion)
- Canada : 1,066 million de téléspectateurs[31] (première diffusion + différé 7 jours)